# Willians Santana
Pour les articles homonymes, voir Williams.
Willians Santana est un footballeur brésilien né le 22 mai 1988 à Aracaju. Il évolue au poste de milieu de terrain.

## Biographie
Willians joue au Brésil et au Japon.
Il dispute 10 matchs en Copa Libertadores, inscrivant un but.

## Palmarès
- Champion du Brésil en 2010 avec Fluminense
- Vainqueur du Campeonato Baiano en 2007 et 2008 avec le Vitória Esporte Clube ; en 2015 avec le Bahia Esporte Clube